# Josef Donat
Josef Donat, auch Joseph Donat, (* 31. Mai 1868 in Philippsdorf, Königreich Böhmen; † 4. April 1946 in Sitten, Schweiz) war ein österreichischer katholischer Theologe und Philosoph.

## Leben
Er war der Sohn des Fabrikanten Josef Donat aus dem böhmischen Philippsdorf. Er besuchte von 1879 bis 1887 die Gymnasien in Mariaschein und Leitmeritz, danach trat er in den Jesuitenorden ein und begann philosophisch-theologische Studien an den Universitäten Pressburg und Innsbruck. Nachdem er zunächst einige Jahre in Preßburg Philosophie lehrte, wechselte Josef Donat 1903 an die Theologische Fakultät nach Innsbruck als Privatdozent und wurde dort 1912 zum Professor berufen. Gleichzeitig war Josef Donat Rektor des Casinianums. 1938 nahm er den Ruf an die Päpstliche Fakultät im Bistum Sitten an, wo er 1946 starb.

## Schriften (Auswahl)
- Die Freiheit der Wissenschaft, 1910.
- Summa philosophiae christianae, Bd. 1–9, 1910–1933.
- Psychoanalyse und Individualpsychologie, 1932.
- Vocabularium philosophicum, 1937.